# Nyapah
Nyapah is een bestuurslaag in het regentschap Serang van de provincie Banten, Indonesië. Nyapah telt 3811 inwoners (volkstelling 2010).